# اتیل‌پارابن
اتیل‌پارابن (به انگلیسی: Ethylparaben) یک ترکیب شیمیایی با شناسه پاب‌کم ۸۴۳۴ است. 